# Cezay
Cezay é uma comuna francesa na região administrativa de Auvérnia-Ródano-Alpes, no departamento de Loire. Estende-se por uma área de 10,52 km². Em 2010 a comuna tinha 224 habitantes (densidade: 21,3 hab./km²).